# Protipapež Bonifacij VII.
Protipapež Bonifacij VII. (latinsko Antipapa Bonifacius Septimus), je bil italijanski rimskokatoliški duhovnik, kardinal in protipapež; * med 920 in 930 Rim, (Lacij, Papeška država, Frankovsko kraljestvo danes: Italija) kot Franco (tudi Francone) Ferrucci, † 20. julij 985 Rim (Papeška država, Sveto rimsko cesarstvo, danes: Italija) 

Protipapež je bil 974 ter 984–985; dolgo časa so ga imeli za pravega papeža in zato si je naslednji Bonifacij privzel ime Bonifacij VIII.. 

## Življenjepis
Bil je po rodu Rimljan; njegov oče je bil Ferucij (latinsko Ferrucius; italijansko Ferruccio) in je bil v dobrih odnosih z rodovino Krescencijev.

## Papež

### Prvi poskus zavzetja papeškega sedeža
Po nezanesljivih zgodovinskih podatkih, ki mejijo na legendo, je imel Francone prednika: od 20. decembra 973 do svoje smrti v marcu 974, se je baje že kardinal Don zaman poskušal upreti Benediktu VI..
Junija 974, leto dni po smrti svetorimskega cesarja  Otona je Krescencij (latinsko Crescentius; italijansko Crescenzio), sin Teodore Teofilaktove in brat Janeza XIII. naščuval Rimljane k uporu. Drhal je ujela Benedikta VI. in ga zaprla v Angelski grad; za njegovega naslednika – dokler je bil še pravi papež živ – je postavila kardinala-diakona Franka (Francone, Franco), ki si je privzel ime Bonifacij VII..  
Tri mesece po domnevni smrti Dona II. je torej Francone di Ferruccio uspel strmoglaviti Benedikta in bil izvoljen na sedež sv. Petra kot Bonifacij VII. Če je potekal zoper Benedikta VI. kak postopek, ni ostalo od njega ničesar; pravzaprav je bil predlagan in postavljen Bonifacij kot naslednik papeža Janeza XIII. že takoj po njegovi smrti. 
 
Ker Oton II. ni mogel posredovati sam, je to storil prek svojega pooblaščenca grofa Siccona (Siccone, Sicco, Sico), ki ga je poslal cesarski zaupnik Pandolfo Capodiferro iz Spoleta. Ker sta Bonifacij in Krescencij II. vedela, da hoče Sico osvoboditi papeža Benedikta VI., sta ga dala zadaviti. 

V manj kot enem mesecu je cesarski opolnomočenec grof Sico zasedel uporno mesto; Bonifacij se ni hotel vdati, ampak je oropal zaklad Vatikanske bazilike  ter z njim pobegnil. Tudi ljudska ogorčenost zaradi papeškega umora je bila tako velika, da je prisilila Bonifacija VII. k begu v južno Italijo, ki je bila pod bizantinsko oblastjo; od tam je pobegnil v Carigrad. Njegov prvi pontifikat je trajal le en mesec in dvanajst dni. Carigrajski patriarh Antonij III. Studit  ga je z veseljem sprejel in mu dajal potuho, saj so te nasilne in pogoste menjave na papeškem prestolu ustrezale njegovi častihlepnosti, ker so hudo omajale ugled Rimskega apostolskega sedeža. 

### Drugi poskus zasedbe papeškega prestola
Ko je oktobra 974 bil izvoljen za papeža škof iz Sutrija Benedetto, nečak Alberika Spoletskega in sorodnik tuskulskih grofov, si je privzel ime Benedikt VII.. Takoj je sklical zborovanje, na katerem je razveljavil prejšnje volitve in obsodil vrinjenca Bonifacija VII. Leta 980, ko je bil Benedikt VII. odosten, se je Bonifacij VII. spet vrnil v Rim in zasedel Lateran, toda krdela Otona II., ki jih je Benedikt poklical na pomoč, so Bonifacija znova pregnala, da je pobegnil v Carigrad 

### Kratka vladavinaJaneza XIV.
Po smrti Benedikta VII. je bil izvoljen za papeža pavijski škof Pietro Canepanova, ki si je izbral ime Janez XIV.. Kakor je smrt Otona I. pomenila konec za Benedikta VI., prav tako je smrt Otona II. označila konec Janeza XIV. Oton III. je imel komaj tri leta, mati pa je imela zadosti skrbi z nemško državljansko vojno, ki jo je zopet začel  sorodnik, vojvoda Henrik Bavarski. Ni imela niti časa niti načina, kako zaščititi škofa v oddaljenem Rimu. Janez XIV., ki je dal odvezo umirajočemu 28-letnemu Otonu II. 7. decembra 983, je dojel, da bo moral pobegniti, če si hoče rešiti življenje. 

### Tretji poskus zasedbe, vladanje in smrt
Bonifacija je spodbujala podpora bizantinskega cesarja Bazilija II., ki je bil sovražno razpoložen do pravkar umrlega Otona II. Po devetletnem izgnanstvu se je Franko, po smrti Otona II. (7. 12. 983), hitro vrnil v Rim aprila 984. Tam je vdrl v Lateran ter strmoglavil, dal ujeti in zapreti v Angelski grad zakonitega papeža Janeza XIV., kjer ga je dal zlostavljati, stradati ali zastrupiti, da je 20. avgusta istega leta umrl. Bonifacij se je vsilil za papeža že aprila, ko je odstavila Janeza rimska sinoda. Tako se je zopet polastil vodstva Cerkve. Pravijo, da je dal obesiti truplo pokojnega papeža Janeza na utrdbe Angelskega gradu. Bonifacij je vladal le še kako leto do svoje nenadne smrti. Samodržec je sebe vedno smatral za zakonitega papeža in je štel leta svojega vladanja od odstavitve papeža Benedikta VI., od leta 974.  

### Dela
O njegovem vladanju ni znanega drugega kot da je izdal dve buli, s katerima je urejal notranja vprašanja rimskega plemstva v korist svojih podpornikov Krescencijev. Bonifacijeva maščevalnost, kakor tudi umori in raznovrstna hudodelstva so mu oddaljila celo najbolj privržene in naklonjene zaveznike in je nenadoma umrl kot žrtev zarote. 

## Smrt in spomin
Bonifacij je umrl 20. julija 985. Več kot leto dni so Rimljani trpeli to pošast, ki se je povzpela na prestol prek krvi svojih predhodnikov. Maščevanje pa je bilo strašno, žal prepozno. Ko je nenadoma umrl, najverjetneje nasilne smrti, je izpostavljeno Bonifacijevo truplo sodrga sramotila, ga prebadala s sulicami ter ga vlačila po mestnih ulicah; ko je bilo končno vse razmesarjeno, so ga pustili pred kipom Marka Avrelija, ki je takrat še stal pred Lateransko palačo in so ga pomotoma smatrali za kip Konstantina Velikega. Naslednje jutro so pobožni menihi, verjetno njegovi privrženci, ki so pomilovali njegovo usodo, umaknili truplo od tam in ga pokopali v Baziliki sv. Petra. Liber pontificalis o tem poroča takole:
| Latinsko besedilo | Slovenski prevod |
| --- | --- |
| Qui repentina morte interiit, et in tanto eum odio habuerunt sui ut post mortem eius cederent eum et lanceis vulnerarent atque per pedes traherent nudato corpore usque in Campum, ante caballum Constantini, ibique proiecerunt eum atque dimiserunt. Ubi mane venientes clerici et videntes eum ita turpiter et cum dedecore iacentem, cesum et lanceatum, collegerunt et sepelierunt. | Bonifacij je umrl nenadoma; njegovi sovražniki so ga tako zelo črteli, da so po smrti vzeli njegovo truplo, ga prebadali s sulicami, ga ranili z bodali in ga vlačili za noge, da so ga popolnoma slekli, vse do Kapitola, pred Konstantinovega konja, in ga tam pustili. Ko so zjutraj prišli duhovniki in ga videli ležati v tako neprimernem in grdem položaju, ranjenega in prebodenega, so ga pobrali in pokopali.. |

## Ocena

### Bonifacij – »Malefacij«
- Maščevalni in nasilni Bonifacij je imel pošasten pogreb, ki se je sprevrgel v maščevanje nad njim in njegovimi hudodelstvi. Črtenje takratnega rimskega ljudstva zoper njega je bilo tako veliko, da so ga namesto Bonifacij (=Dobrodelnik) začeli imenovati Malefacij (=Hudodelec). [11]

Skozi stoletja so imeli Bonifacija VII. za pravega papeža. To je potrdil tudi papež naslednik z imenom Bonifacij, ki si je privzel ime Bonifacij VIII.. Šele 1903 je bil izbrisan iz papeškega seznama in uvrščen med protipapeže, največ zaradi svojih nezakonitih dejanj in hudodelstev, ki jih je storil zoper zakonite papeže. 
- Po čem je protipapež Bonifacij VII. najbolj znan? - Morda po tem, da je dal umoriti Benedikta VI. in Janeza XIV.; ali po ropu cerkvenega zaklada in pobegu v Carigrad; ali po tem, da so njegovo truplo prebadali, mesarili in vlačili po rimskih ulicah po njegovi najbrž nasilni smrti. Prislužil si je vzdevek Napoleon med papeži, ker je podobno kot Napoleon večkrat posegel po prestolu. [12]

### Mračno stoletjeincezaropapizem
- Za papeže je bilo 10. stoletje vsekakor temačno obdobje in ga po pravici imenujemo Mračno stoletje. Kronika, ki jo je napisal nemški škof Liutprand, slika posvetnost na papeškem dvoru; vendar je njegova poročila treba brati s pridržkom, saj je bil pisec zelo protirimsko razpoložen - kar tudi sam izrecno poudarja - in je zato dvomno, da je pisal nepristransko. [13] Za to obdobje torej manjkajo neodvisni in nepristranski zgodovinski viri. Večino poročil o škandalih, nasilju in razvratu v Rimu je napisal torej že omenjeni Liutprand. Svojemu delu je dal pomenljiv naslov Maščevanje (Obračun, Antapodosis). Ta naslov daje slutiti, da je v svojem pripovedovnju brez dvoma pretiraval, pa tudi potvarjal zgodovinsko resnico, da bi se na ta način maščeval nekaterim ljudem, ki so se mu zamerili. Kljub Liutprandovim pretiravanjem pa je bilo v takratni družbi res marsikaj slabega, kar je najedalo tudi Cerkev tako od zunaj kot od znotraj. Tako si lahko ustvarimo mnenje, da je to bil v resnici strašen čas. [14]
- Z vzpostavitvijo rimsko-nemškega cesarstva 962 se je začela oblikovati tudi t.i. Reichskirche (državna Cerkev). Že Karel Veliki je v nekaterih primerih sam imenoval škofe, Oton I. pa je njegov državni cerkveni sistem dopolnil. Zagotovil si je pravico imenovanja in umeščanja škofov; tako je uvedel laično investituro za visoke cerkvene službe, ki so odslej bile povezane z bogatimi fevdi. Škofje so z umeščanjem postali cesarjevi vazali, Cerkev je vse bolj postajala »osrednja državna ustanova«. V času Otona III. je laična investitura postala že reden državni sistem, istočasno pa so se pojavile številne neugodne posledice takega sestava; za Cerkev je bilo torej povezovanje s fevdalnim sistemom pogubno. [15] Z obnovo Svetorimskega cesarstva nemške narodnosti je po Mračnem stoletju nastopil torej za Cerkev čas prav tako mračnega cezaropapizma z laično investituro, kar je pripeljalo do dolgotrajnega, nepopustljivega in izčrpljujočega investiturnega boja. Cesar se je začel vmešavati v cerkvene zadeve ne le z umeščanjem škofov in opatov, ampak tudi s postavljanjem in odstavljanmjem papežev.